# Mihály Biró

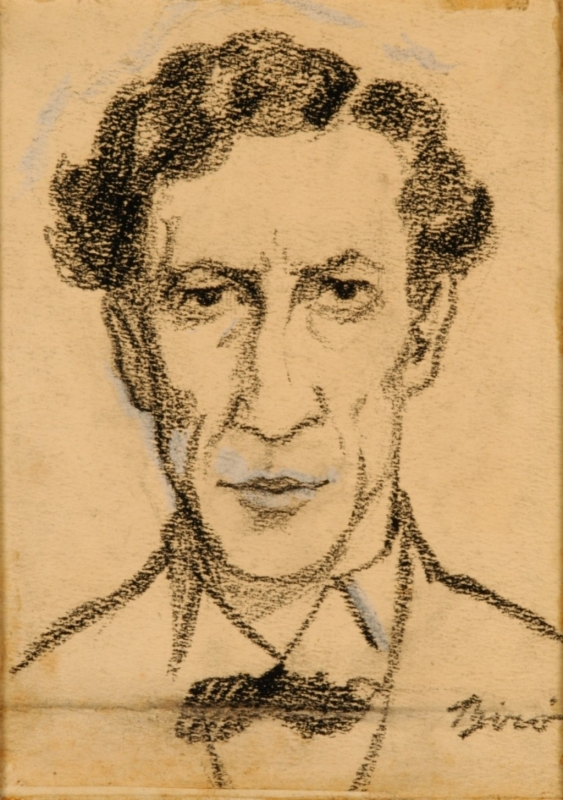
Selbstporträt

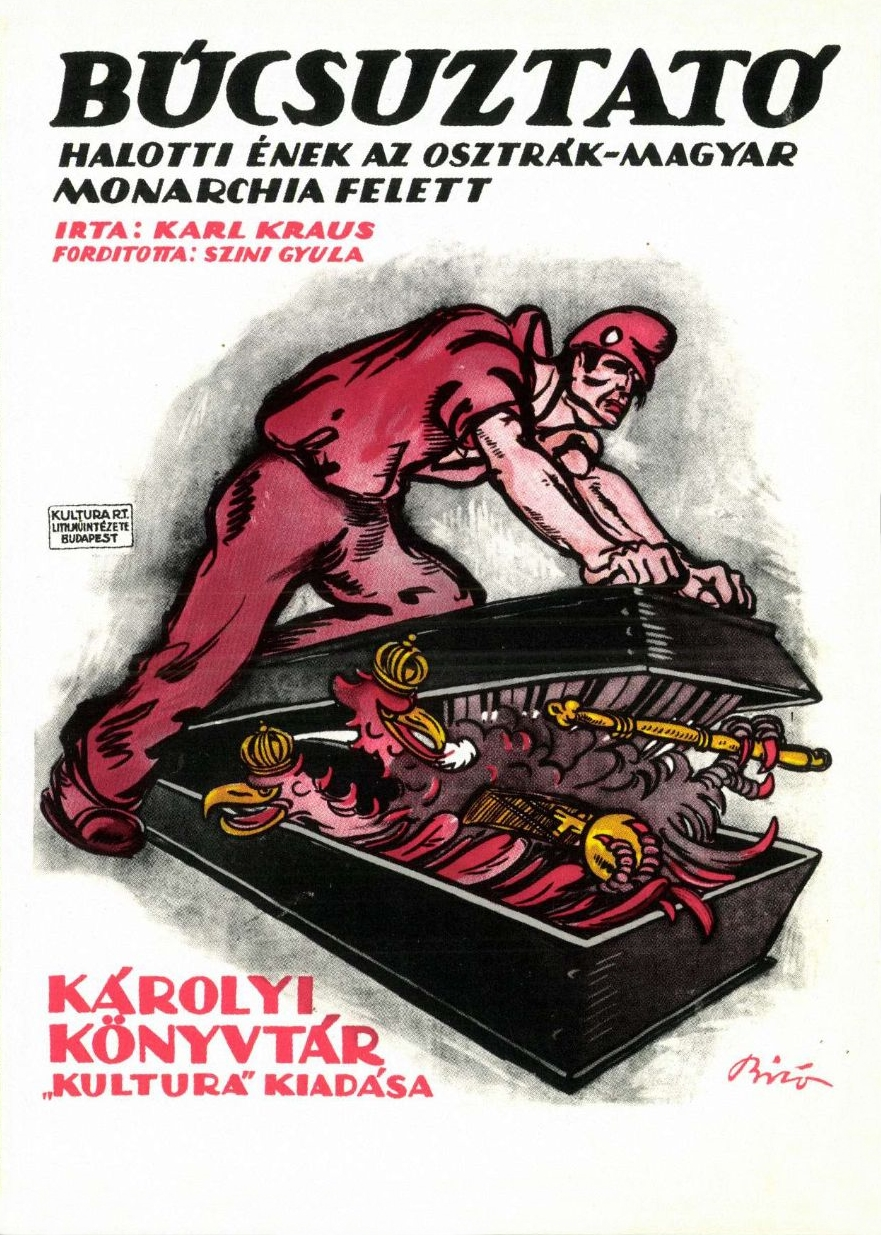
Bucheinband (1919)

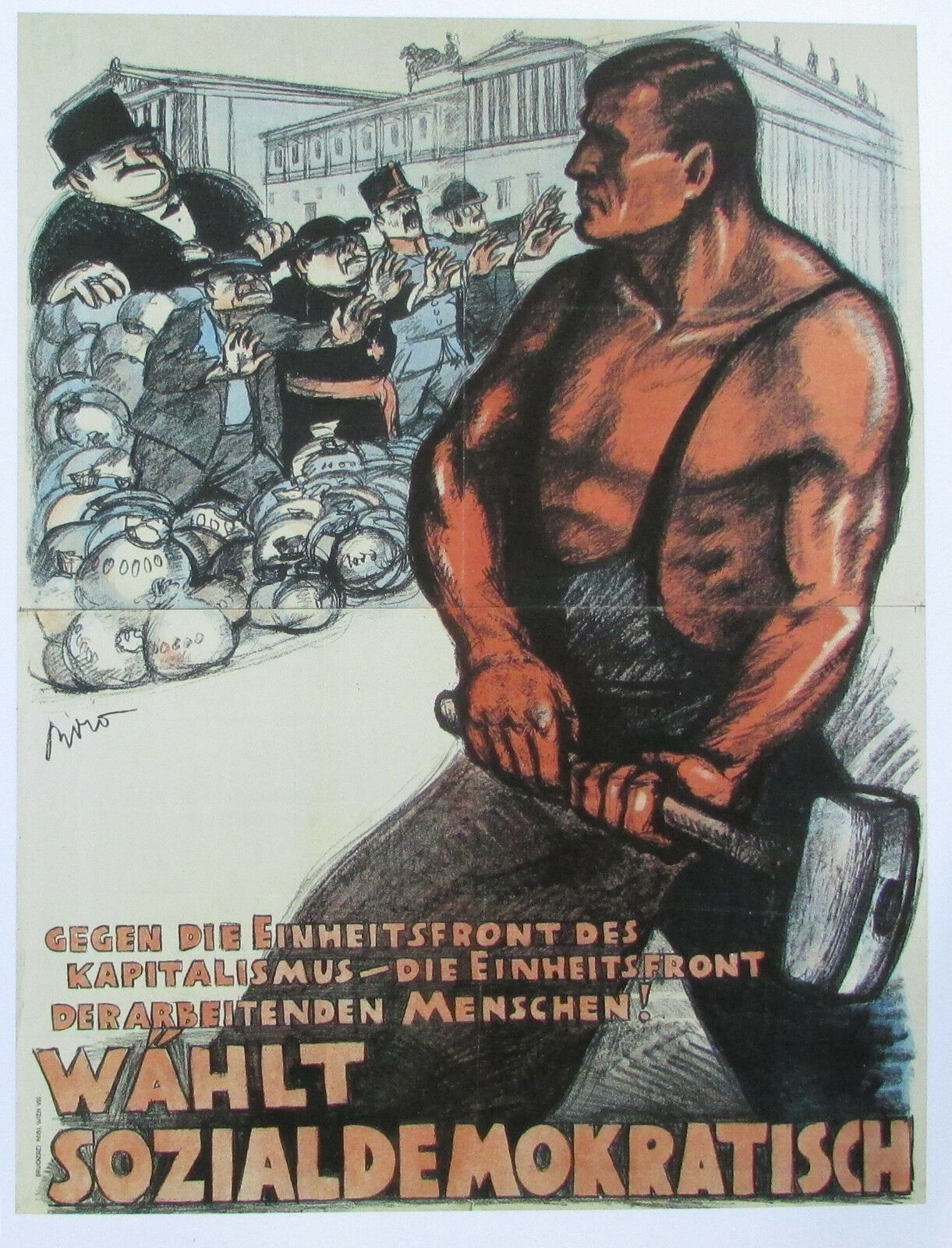
Wahlplakat (1920)

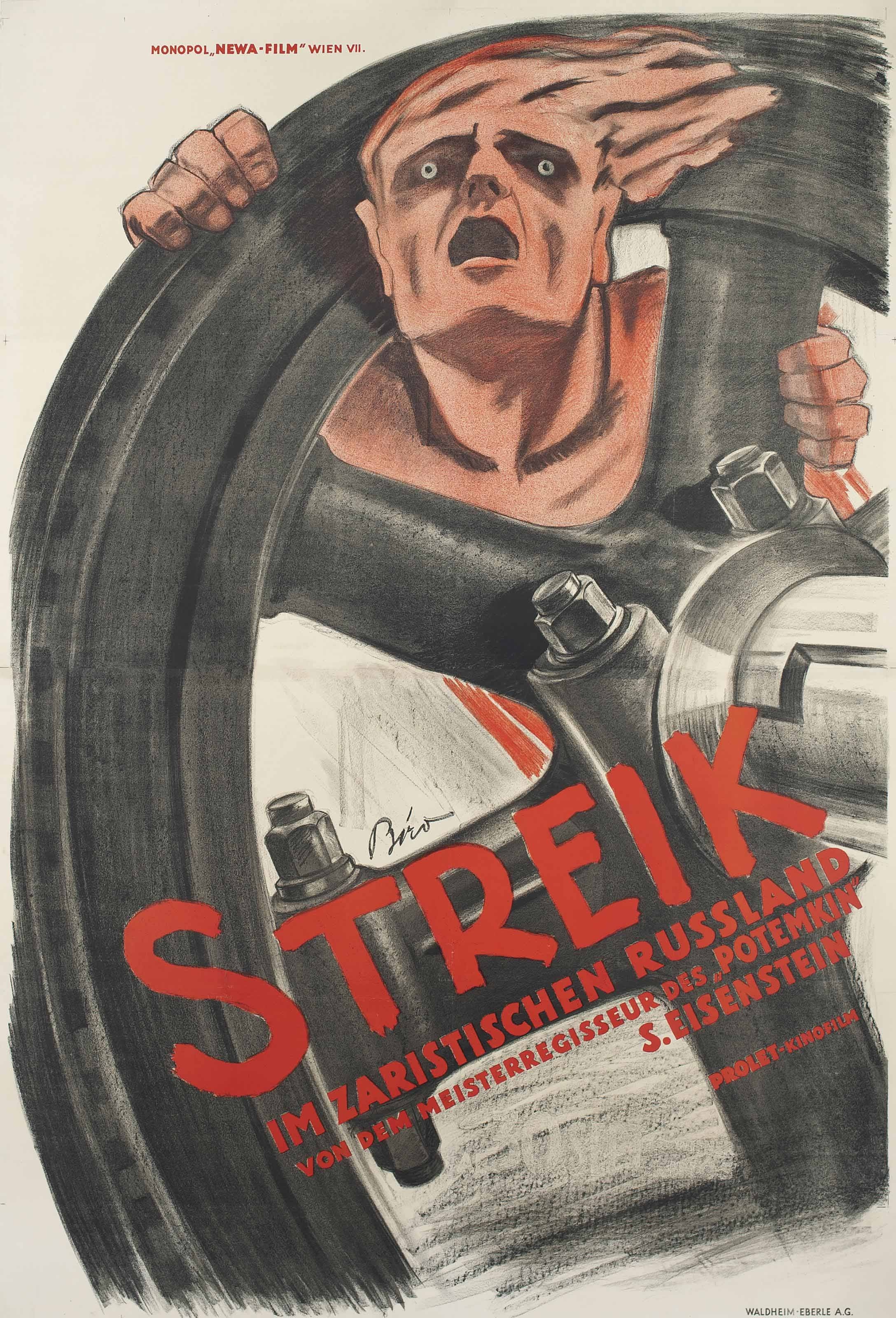
Filmplakat (1925)

Mihály Biró (geboren als Mihály Weinberger, 30. November 1886 in Budapest, Österreich-Ungarn; gestorben 6. Oktober 1948 in Budapest) war ein ungarischer Grafiker, Zeichner und Karikaturist.

## Werdegang
Mihály Weinberger war ein Sohn des Dávid Weinberger und der Róza Neu, die Familie magyarisierte ihren Namen zu Biró. Er besuchte in Budapest die Königlich Ungarische Kunstgewerbeschule. Zwischen 1908 und 1910 unternahm Biró Reisen nach München, Berlin und nach England, wo er in Chipping Campden eine Lehrwerkstatt des Arts and Crafts Movement besuchte und einen Preis bei einem Plakatwettbewerb des Magazins The Studio erhielt. Biró arbeitete in Budapest als Plakatgrafiker sowohl für die Privatwirtschaft als auch für die ungarische Sozialdemokratie. 1912 fand eine erste Ausstellung seiner Werke im Budapester Künstlerhaus statt. 
Biró war Soldat im Ersten Weltkrieg und wurde 1917 gesundheitlich angeschlagen im Rang eines Leutnants aus dem Dienst entlassen. Während des Kriegs gestaltete er verschiedene Kriegsplakate für die Heimatfront und im Januar 1917 das Cover des deutschen Magazins Das Plakat. 1917 hatte er eine Ausstellung im Ernst Museum. In der kurzlebigen ungarischen Räterepublik 1919 wurde Biró "Regierungskommissar für illustrierte politische Plakate", er floh nach deren Niederschlagung nach Wien. 
In Wien war er als Plakatgrafiker und Illustrator von Zeitungen und Zeitschriften, wie die Arbeiter-Zeitung, die Neue Freie Presse, Die Stunde und die Die Bühne, tätig. Für die Nationalratswahl im Jahr 1920 entwarf er sechs Plakate für die Sozialdemokratische Arbeiterpartei (SDAP). 1925 heiratete er Janka Teréziá Zechmann. 
1928 ging Biró nach Berlin. Nach 1930 verschlechterte sich seine Auftragslage, und angesichts des Aufstiegs des Nationalsozialismus in Deutschland kehrte er 1932 nach Wien zurück. Während der Februarkämpfe 1934 befand sich Biró im Reumannhof. Er floh nach Bratislava, in katastrophaler finanzieller Lage und bei immer schlechterer Gesundheit versuchte er vergeblich, eine Einreisegenehmigung nach Horthy-Ungarn zu erlangen. In der Tschechoslowakei malte er Porträts und ein Fresko am Arbeiterheim in Nyitra.
Nach der Sudetenkrise 1938 floh er nach Paris, bei der deutschen Besetzung Frankreichs im Zweiten Weltkrieg überlebte er die deutsche Judenverfolgung in Frankreich als Häftling im Pariser Rothschild-Spital. 
1947 konnte er nach Ungarn zurückkehren, wo er eine Stelle als Hochschullehrer an der Ungarischen Akademie der Bildenden Künste wegen seiner schlechten Gesundheit nicht mehr antreten konnte. 
1984 wurde ihm eine Ausstellung im Kunstverein Ingolstadt gewidmet. 

## Illustrationen (Auswahl)
- Izidor Kálnoki: Doktor Klärchen. Übersetzung Eduard Kadossa. Titelblatt und Illustrationen Michael Biró. Glöckner, Berlin 1929
- Eugen Heltai: Der Jaguar. Illustrationen Michael Biró. Glöckner, Berlin 1929
- Lajos Biró: Masken der Ehe. Illustrationen Michael Biró. Glöckner, Berlin 1929
- Paul Tabori: Private Gallery: A Collection of Stories. Holzschnitte Biro. Sylvan Press, London 1945